# De Mars (De Blesse)
De Mars is een korenmolen in De Blesse in de Nederlandse provincie Friesland .
De molen werd in 1834 gebouwd voor de familie Schlecht In 1916 verkocht een telg uit deze familie de molen aan een coöperatie. Schlecht bleef molenaar, al gauw schakelde men echter op mechanisch malen en werd de molen ontdaan van kap en wiekenkruis. In 1958 werd ook het bovenachtkant gesloopt. Na verkoop van de molen aan een particulier in 1985 kwamen er plannen voor algeheel herstel. In 1997 begon de herbouw die in 1999 werd afgerond. De molen is vernoemd naar de eigenaar.
Het wiekenkruis heeft roeden met een lengte van 18,20 meter die zijn uitgerust met het Oudhollands hekwerk met zeilen. De inrichting bestaat uit één koppel maalstenen. Vrijwillige molenaars stellen de molen regelmatig in bedrijf.